# Condado de Kalkaska
El condado de Kalkaska (en inglés: Kalkaska County, Míchigan), fundado en 1871, es uno de los 83 condados del estado estadounidense de Míchigan. En el año 2000 tenía una población de 16.571 habitantes con una densidad poblacional de 11 personas por km². La sede del condado es Kalkaska.

## Geografía
Según la Oficina del Censo, el condado tiene un área total de 1479 km² (571 mi²), de la cual 1453 km² (561 mi²) es tierra y 26 km² (10,0 mi²) es agua.

## Condados adyacentes
- Condado de Antrim norte
- Condado de Otsego noreste
- Condado de Crawford este
- Condado de Roscommon sureste
- Condado de Missaukee sur
- Condado de Wexford suroeste
- Condado de Grand Traverse oeste

## Demografía
En el 2000 la renta per cápita promedia del condado era de $36,072, y el ingreso promedio para una familia era de $39,932. El ingreso per cápita para el condado era de $16,309. En 2000 los hombres tenían un ingreso per cápita de $31,860 frente a los $20,455 que percibían las mujeres. Alrededor del 10.50% de la población estaba bajo el umbral de pobreza nacional.

## Lugares

### Villas
- Kalkaska

### Lugares designados del censo
- Bear Lake
- Manistee Lake
- Rapid City
- South Boardman

### Municipios
- Municipio de Bear Lake
- Municipio de Blue Lake
- Municipio de Boardman
- Municipio de Clearwater
- Municipio de Coldsprings
- Municipio de Excelsior
- Municipio de Garfield
- Municipio de Kalkaska
- Municipio de Oliver
- Municipio de Orange
- Municipio de Rapid River
- Municipio de Springfield

### Principales carreteras
- US 131
- M-66
- M-72